# アンドレ・デビュース
アンドレ・J・デビュース II（1936年8月11日 – 1999年2月24日）は、アメリカ合衆国の短編小説家、エッセイストである。

## 略歴

### 作家への道
アンドレ・J・デビュース IIは、キャサリン（バーク）とアンドレ・J・デビュースの末息子として、アメリカ合衆国ルイジアナ州レイクチャールズに生まれた。一家はアイリッシュ系ケイジャンのカソリックである。姉二人はキャスリンとベス。姓Dubusは「デビュース」( "Duh-BYOOSE")と発音し、profuseのように第2音節にアクセントを置く。デビュースはラファイエット (ルイジアナ州)のバイユー地区で育ち、文学と創作に注力するカソリック系の学校クリスチャン・ブラザーズに学んだ。1958年、マクニース州立大学をジャーナリズム＆文学専攻で卒業。その後6年間を海兵隊で過ごし、最終的に大尉の位まで昇進した。同時期に最初の結婚をし、家庭を持っている。海兵隊を除隊後、妻と子供4人を連れてアイオワシティへ引っ越し、アイオワ大学のアイオワ・ライターズ・ワークショップで、リチャード・イェーツの指導の下、クリエイティブ・ライティングのMFA（マスター・オブ・ファイン・アーツ）を授与され同大学院を卒業した。その後、一家はマサチューセッツ州ヘイヴェルへ引っ越した。この地において、デビュースはブラッドフォード大学の教授として文学と創作を教える一方、執筆活動を続行することになる。尊敬する作家はアーネスト・ヘミングウェイ、アントン・チェーホフ、ジョン・チーヴァーであった。

### 人としての試練
デビュースの人生にはいくつかの悲劇が刻まれている。長女が若い頃に強姦された事件は、愛する者を守らねばならないというデビュースの長年にわたるパラノイアの原因となった。自分と家族を守るために護身用の拳銃を所持していたが、1980年代後半、マサチューセッツ州へイヴェルのとあるバーの前で、長男アンドレと酔った勢いで口論になった男を撃ちそうになり、拳銃所持を止めた経緯がある。
1986年7月23日、デビュースは交通事故で重傷を負った。彼はボストンからヘイヴェルの自宅へ車で帰宅途中、高速道路で事故を起こしていたバイク乗り二人（ルイス＆ルズ・サンチアゴ兄妹）を救助するため車を停めた。ルイスと二人で負傷したルズを道路脇に運んでいたその時、接近してきた一台の車が急に逸れ、二人を撥ねた。ルイスは即死だった。ルズはデビュースが身を挺してかばったおかげで助かった。デビュースは重篤な怪我を負い、両脚は粉砕骨折だった。断続的な手術を何度か繰り返した後、右脚は膝下を切断、最終的には左脚も使用不可能となる。その後3年間を、彼は苦痛を伴う手術に次ぐ手術と広範囲にわたる理学療法に耐えて過ごした。義足で歩く努力もむなしく、慢性的な感染症によって生涯を車椅子で過ごす身となり、その健康状態の結果としてうつ病と闘うこととなった。そして追い討ちをかけるように、デビュースの3人目の妻は幼な娘2人を連れて家を出ていった。

### 車椅子の作家
1987年2月、莫大な医療費を背負ったデビュースを助けるため、友人であり作家仲間であるカート・ヴォネガット、ジョン・アップダイクらは慈善朗読会を開催した。デビュースはその後も書き続け、エッセイ集1冊、短編小説集1冊を上梓、さらに自宅に若手作家たちを呼び集め、週1回のライターズ・ワークショップを開催した。
1999年2月、心臓麻痺で死亡するまで、デビュースは晩年をヘイヴェルで暮らした。享年62歳だった。埋葬地はマサチューセッツ州ヘイヴェルの生前家に近いグリーンウッド・セメタリーである。

### 作家の息子
デビュースは3回結婚しており、6人の子息がいる。長男のアンドレ・デビュース三世も作家である。そのベストセラー小説『砂と霧の家』（1999年）は全米図書賞最終ノミネート作であり、同名タイトルの映画でアカデミー賞にノミネートされた。2011年、アンドレ・デビュース三世は回顧録『タウニー』を発表した。この作品において、彼はヘイヴェルでの少年時代を語り、父親との関係や離婚以来母親や弟妹に会う機会が減っていった状況などを詳細にわたって描写している。

## 著作物
1967年に唯一の長編小説『海軍中尉』を発表したとはいえ、デビュースは自身を本質的に短編作家と考えていた。執筆活動を通して、作品はもっぱら『プラウシェアズ』や『スワニー・レビュー』といった小規模ながら著名な文芸誌に掲載された。後期になると、『ニューヨーカー』や『プレイボーイ』といった雑誌に短編を載せるようになる。アンドレは、処女作品集を出版したデイヴィッド・R・ゴディン経営の小規模出版社に忠誠心を持ち続けた。規模の大きな出版社が儲け話をひっさげてアプローチしてきた際にも、彼はゴディンにとどまり、ごく晩年期に医療費を助成するために一度だけアルフレッド・A・クノッフ社に切り替えたのみだった。
デビュースの短編集、エッセイ集は以下の通り。『セパレート・フライツ』(1975)、『アダルタリー、その他の短編』(1977)、『アメリカで女を見つけること』(1980)、『時代はそんなに悪くない』(1983)、『月からの声』(1984)、『最後の無意味な午後』(1986)、『セレクテッド・ストーリーズ』(1988)、『こわれた器』（エッセイ集） (1991)、『放課後にダンスを』(1996)、『車椅子からの瞑想』（エッセイ集）(1998)。デビュースの名を冠した文学賞がいくつかある。その原稿はルイジアナ州のマクニース州立大学とザヴィエル大学、テキサス大学オースティン校ハリー・ランサム・ヒューマニティーズ・リサーチ・センターに所蔵されている。

## 映画化作品
デビュースの死後、短編『キリングス』がトッド・フィールド監督の『イン・ザ・ベッドルーム』として映画化された。主演はシシー・スペイセク、トム・ウィルキンソン、マリサ・トメイ。本作はアカデミー賞5部門にノミネートされた（作品賞、主演男優賞、主演女優賞、助演女優賞、脚本賞）。
2004年に公開された（日本劇場未公開） We Don't Live Here Anymore （邦題『夫以外の選択肢』）は中編小説2編（ "We Don't Live Here Anymore"  "Adultery" ）が原作となっている。

## 受賞歴
- L.L. Winship/PEN New England Award (1975)
- Separate Flights
- The PEN/Malamud Award [Rea Award for the Short Story] for excellence in short fiction (1991)
- The Jean Stein Award from the American Academy of Arts and Letters
- The Lawrence L. Winship Award
- Fellowships from the Guggenheim and MacArthur Foundations

## 出版物・邦訳本
- The Lieutenant (novel, 1967)
- Separate Flights (stories, 1975)
- Dubus, André (1977). Adultery and Other Choices. David R. Godine Publisher. ISBN 978-0-87923-284-9  (reprint David R. Godine Publisher, 1999, ISBN 978-0-87923-284-9)
- Dubus, André (1980). Finding a Girl in America. David R. Godine Publisher. ISBN 978-0-87923-393-8
- The Times Are Never So Bad (stories, 1983)
- Voices from the Moon (novella, 1984)
- The Last Worthless Evening (stories, 1986)
- Selected Stories (stories, 1988) reprint Vintage Books, 1996 ISBN 978-0-679-76730-5
- The Curse (Dubus Story) 1988
- Dubus, André (1991). Broken Vessels. David R. Godine Publisher. ISBN 978-0-87923-948-0  (essays, reissue 1992)
- Dancing After Hours (stories, 1996) A.A. Knopf, ISBN 978-0-679-43107-7
- Meditations from a Moveable Chair (essays, 1998)
- In the Bedroom (stories, 2001) ISBN 978-1-4000-3077-4
- 邦訳『アダルタリー』（島田絵海訳、紀伊國屋書店、1992）
- 邦訳『プリティ・ガール』（島田絵海訳、紀伊國屋書店、1993）
- 邦訳『月からの声』（島田絵海訳、紀伊國屋書店、1994）
- 邦訳『イン・ザ・ベッドルーム』（島田絵海訳、紀伊國屋書店『i feel』所収）

## 書評
- Updike, John (4 February 1985). “Books: Ungreat Lives”. The New Yorker 60 (51):  94–101. Review of Voices from the Moon.
- Bodwell, Joshua (July–August 2008). “The Art of Reading Andre Dubus: We Don’t Have to Live Great Lives”. Poets & Writers.

## 参照
1. ↑  Andre Dubus - Encyclopaedia Britannica
2. ↑  Gussow, Mel (1999年2月26日). “Andre Dubus, 62, Celebrated for Short Stories”. The New York Times
3. ↑  Dubus, Andre III, Townie: A Memoir.  New York: W. W. Norton & Company, 2011, pages 237-248.
4. ↑  “Andre Dubus, Jr.”.   find-a-grave.com. 2016年2月24日閲覧。
5. ↑  Andre Dubus - IBDb